# Иконе, Жонатан
Нанитамо́ Жоната́н Иконе́ (фр. Nanitamo Jonathan Ikoné; 2 мая 1998 года, Бонди, Франция) — французский футболист, полузащитник клуба «Фиорентина», выступающий на правах аренды за клуб «Комо». Выступал за сборную Франции.

## Клубная карьера
Джонатан является воспитанником клуба из своего города «Бонди», где его заметили скауты ведущего французского клуба — «Пари Сен-Жермена». С 12 до 17 лет обучался в академии команды.
С 2015 года — игрок второй команды. 11 апреля 2015 года сыграл свой первый профессиональный матч против «Манта 78», выйдя на замену во втором тайме и сыграв 10 минут. Всего за вторую команду провёл 9 матчей, забил 2 мяча.
11 июня 2016 года подписал с «ПСЖ» стандартный трёхлетний контракт до 2019 года.

## Карьера в сборной
Играл в юношеских сборных Франции различных возрастов. Стал чемпионом Европы среди юношей до 17 лет в 2015 году, сыграв на турнире во всех шести встречах. Единожды отличился. Принимал участие в чемпионате мира 2015 года среди юношеских команд.
Летом 2019 года Жонатан был приглашён в сборную для участия в Чемпионате Европы среди молодёжных команд, который состоялся в Италии. В первом матче в группе против Англии он отличился голом на 89-й минуте, а его команда победила 2:1.

## Достижения
«Лилль»
- Чемпион Франции: 2020/21
- Обладатель Суперкубка Франции: 2021

Международные
- Победитель чемпионата Европы (до 17 лет): 2015